# Chamacoco
I chamacoco, in italiano ciamacoco; sono un gruppo etnico nativo del Gran Chaco, nella zona di Fuerte Olimpo, in Paraguay, al confine col Brasile.
La parola chamacoco è un esoetnonimo di etimologia incerta. Il corrispondente endoetnonimo è ɨshɨro /ɨɕɨro/, plurale di ɨshɨrc, /ɨɕɨrʨ/, che significa ‘persona’, ma attualmente viene impiegato anche con il significato di ‘indigeno’ in opposizione ai paraguaiani (Maro). La lingua chamacoco è chiamata dai parlanti ɨshɨr ahwoso.

## Organizzazione sociale
Attualmente i Chamacoco sono divisi in due gruppi, Ebitoso (propriamente:
Ɨbɨtoso) e Tomaraho, formati rispettivamente da 1468 e 103 persone.
I Chamacoco erano seminomadi e praticavano la raccolta, la caccia e la pesca. La popolazione era ripartita in clan patrilineari ed esogami.
Le pratiche religiose e mitologiche prevedevano una rigida distinzione tra i sessi.
Per gli uomini era prevista una cerimonia di iniziazione a partire dalla quale si
potevano apprendere i segreti della religione e della mitologia, che erano invece
preclusi alle donne. Nella loro religione lo sciamano (konsehet) aveva un ruolo
centrale, in quanto doveva combattere contro gli spiriti maligni che portavano sventure
e malattie. I Chamacoco si servivano del canto degli uccelli per trarre segni premonitori. La loro cultura materiale si distingueva da quella di altre etnie del Chaco per la realizzazione di oggetti di piume.

## Storia
I Chamacoco sono menzionati per la prima volta in un documento del 1795. I primi contatti stabili con i bianchi sono avvenuti a partire dagli anni '80 del XIX secolo. Un punto di svolta nei contatti tra i Chamacoco e la civiltà occidentale è dovuto all'esploratore e fotografo italiano Guido Boggiani, che alla fine del secolo diede inizio agli studi linguistici ed antropologici su questa etnia e fondò Puerto 14 de Mayo e Puerto Esperanza, prima di essere ucciso in circostanze rimaste misteriose durante una spedizione nel Chaco.
Anticamente i Chamacoco erano divisi in due gruppi in lotta tra loro, Chamacoco mansos e Chamacoco bravos. Mentre i primi entrarono in contatto con i bianchi e corrispondono agli attuali Ebitoso, i secondi, antenati degli odierni Tomaraho, vivevano isolati all'interno del Chaco. Entrambi hanno preso parte alla Guerra del Chaco (1932-1935), combattuta tra Paraguay e Bolivia. Gli Ebitoso hanno in seguito conosciuto l'evangelizzazione da parte dei missionari delle New Tribes, che sono riusciti a far cessare le celebrazioni rituali. A causa del lungo
contatto con i bianchi, gli Ebitoso hanno subito un processo di disintegrazione culturale, mentre i Tomaraho, a causa del loro isolamento, hanno preservato in misura maggiore la loro identità etnica. A partire dagli anni '80 i Tomaraho si trasferirono a Puerto Esperanza e attualmente vivono a Puerto María Elena.

## Lingua
Parlano la lingua chamacoco, che è classificata come facente parte della famiglia linguistica zamuco, della quale fa parte soltanto un'altra lingua ancora parlata, l'ayoreo. La lingua si sta estinguendo.
Il chamacoco è una lingua a preminenza modale, in cui il verbo non esprime né tempo né aspetto. I nomi possedibili dispongono di prefissi per mezzo dei quali concordano con il proprio possessore. In sintassi, la lingua chamacoco mostra strutture paraipotattiche analoghe a quelle osservabili nell'italiano antico o nelle lingue romanze.

## Insediamenti
I Chamacoco abitavano tradizionalmente la zona costiera del dipartimento dell'Alto
Paraguay (Paraguay). Oggigiorno le principali comunità degli Ebitoso sono a Fuerte
Olimpo, Puerto Caballo, Puerto Diana, Puerto Esperanza, Puerto 14 de Mayo e Santa
Teresita, ma negli anni recenti vi sono state emigrazioni verso la zona metropolitana di Asunción e il Brasile.